# Provincia de La Convención
La provincia de La Convención es una de las trece que conforman el departamento del Cuzco en el sur del Perú. Limita por el noroeste con el departamento de Junín, por el norte con el departamento de Ucayali; por el este con el departamento de Madre de Dios; por el sur con las provincias de Calca, Urubamba y Anta, en ese orden de este a oeste, y por el oeste con el departamento de Ayacucho y el departamento de Apurímac.
Se encuentra ubicada en la región suroriental del país, al norte de la ciudad del Cuzco, entre los paralelos 11°15`00`` y 13°30`00`` latitud sur, y entre los meridianos 71° y 74° longitud oeste. Históricamente, su ubicación correspondía al Antisuyo, del Imperio inca.
Su clima es extremadamente variado desde las alturas, como en el abra Málaga, hasta el calor sofocante en el frente subandino oriental del Bajo Urubamba.
Su capital, la ciudad de Quillabamba, se ubica a 1050 m s. n. m.; sin embargo, su territorio contiene hasta 16 pisos ecológicos que permiten la más variada producción agrícola en sus 3 regiones: la Sierra, la Ceja de Selva o Selva Alta, y la zona urubambina Nagishiro o Selva Baja. Es la provincia más extensa del departamento con el 48 % de todo su territorio (30 061,82 km²). Está integrada por catorce distritos y su población excede los ciento ochenta mil habitantes.

## Historia
La provincia de La Convención fue creada el 25 de julio de 1857.
Fue conocida antiguamente como Wilcapampa Yunca y estuvo habitada por grupos aborígenes como los mañaríes, pilcozones e izcazingas, que hicieron contacto con el Imperio inca, probablemente procedentes de Vilcabamba. La zona de ceja de selva estuvo habitada por etnias amazónicas machiguengas.
Durante la colonia, La Convención fue considerada zona de evangelización y concesión de tierras para los conquistadores, iniciándose así la formación de haciendas en el Valle, ubicadas principalmente en las partes más altas. Las haciendas se ocuparon básicamente del  cultivo de caña de azúcar (para fabricación de azúcar y aguardiente), frutas exóticas y la hoja de coca, destinadas al consumo de la población indígena y de los trabajadores de minas.
El 25 de julio de 1857, se creó por ley la provincia de La Convención en el gobierno del mariscal Ramón Castilla. En ese entonces, estaba conformada por los valles de Santa Ana, Occobamba, Mosocllacta y Lares. Sus distritos inicialmente fueron Santa Ana, Echarate, Huayopata, Occobamba y Vilcabamba.
En el distrito de Santa Ana, los benefactores propietarios de haciendas en aquel entonces, don Nicanor Larrea y don Martín Pío Concha, un 20 de junio de 1881, determinaron la donación de terrenos para la formación de la actual ciudad de Quillabamba. Tal hecho dio origen a la promulgación de la Ley n.º 2890, del 29 de noviembre de 1918, elevando al pueblo de Quillabamba a la categoría de villa, declarándola capital de la provincia de La Convención.
A raíz de la epidemia de malaria en los años treinta y cuarenta, los hacendados ofrecieron pequeñas parcelas a cambio de trabajo en sus tierras, por un determinado periodo. Los inmigrantes se convirtieron entonces en arrendires de los hacendados, como forma particular de tenencia. Con el pasar del tiempo, los arrendires subarrendaron sus parcelas a sus allegados, que con el transcurso del tiempo convirtieron las casas de las agrupaciones de los arrendatarios en centros poblados. Es decir, los actuales distritos, caseríos y anexos que fueron las antiguas haciendas.
La ciudad de Quillabamba se creó oficialmente como villa y capital el 29 de noviembre de 1918 por Ley n.º 2890, promulgada por el Gobierno de Manuel Pardo y Lavalle. Posteriormente, por Ley n.º 12834, de fecha 13 de septiembre de 1957, se le confiere la calidad de ciudad.
La extensa geografía convenciana ha sido testigo de grandes acontecimientos, registrados en las páginas de la historia peruana como la resistencia inca en Vilcabamba en contra de la invasión española. El sindicalismo campesino clasista y sus luchas sociales en la década de 1960 que concluyó con la expulsión de los terratenientes. En los últimos años, el descubrimiento de los hidrocarburos de Camisea.

## Geografía
Posee un relieve accidentado y es la provincia más extensa que abarca una superficie, con un área de 30 061,82 km².
Las altitudes máximas en metros sobre el nivel del mar se muestran en la siguiente tabla:
| Nombre          | Distrito     | Altitud | Puntero de georreferencia                          |
| --------------- | ------------ | ------- | -------------------------------------------------- |
| Salcantay Este  | Santa Teresa | 6245    | 13°19′59″S 72°32′40″O / -13.33293806, -72.54444794 |
| Pumasillo       | Vilcabamba   | 5855    | 13°14′55″S 72°49′07″O / -13.24874735, -72.81856621 |
| Padreyoc        | Vilcabamba   | 5690    | 13°22′42″S 72°44′22″O / -13.37833111, -72.73955034 |
| Verónica        | Huayopata    | 5666    | 13°09′52″S 72°19′33″O / -13.16457055, -72.32591638 |
| Otaña           | Vilcabamba   | 5592    | 13°13′54″S 73°05′12″O / -13.23168703, -73.08660154 |
| Choquetacarpo   | Vilcabamba   | 5540    | 13°13′44″S 72°51′12″O / -13.22890525, -72.85323221 |
| Salcantay Oeste | Santa Teresa | 5382    | 13°18′15″S 72°34′52″O / -13.30404796, -72.58102145 |
| Ccochayoc       | Occobamba    | 5270    | 13°00′26″S 72°11′03″O / -13.00724594, -72.18421252 |

A su vez, el punto más bajo está sobre el río Urubamba en el límite con el departamento de Ucayali, a 281 m s. n. m., 11°10′30″S 72°59′34″O / -11.17505555, -72.99277777
En el intervalo de tales altitudes extremas se dan particulares condiciones de enlazamiento de ecosistemas, microclimas, y nichos ecológicos específicos. Igualmente, en tales condiciones topográficas, considerando los dos ejes de macrocuenca de la provincia (los ríos Urubamba y Apurímac), su potencial hidroenergético es muy alto, aunque su explotación por el momento es casi nula.

## División administrativa
La provincia se divide en dieciocho distritos:
| Distritos de La Convención | Distritos de La Convención | Distritos de La Convención | Distritos de La Convención | Distritos de La Convención |
| Ubigeo                     | Distrito                   | Capital                    | Ley                        | Fecha                      |
| -------------------------- | -------------------------- | -------------------------- | -------------------------- | -------------------------- |
| 080901                     | Santa Ana                  | Quillabamba                |                            | 29 de noviembre de 1857    |
| 080902                     | Echarate                   | Echarate                   | s/n                        | 2 de enero de 1857         |
| 080903                     | Huayopata                  | Huyro                      | s/n                        | 2 de enero de 1857         |
| 080904                     | Maranura                   | Maranura                   | 13620                      | 17 de marzo de 1961        |
| 080905                     | Ocobamba                   | Kelcaybamba                | s/n                        | 2 de enero de 1857         |
| 080906                     | Quellouno                  | Quellouno                  | 24553                      | 1 de octubre de 1986       |
| 080907                     | Kimbiri                    | Kimbiri                    | 25209                      | 4 de mayo de 1990          |
| 080908                     | Santa Teresa               | Santa Teresa               | 12849                      | 11 de octubre de 1957      |
| 080909                     | Vilcabamba                 | Lucma                      | s/n                        | 2 de enero de 1857         |
| 080910                     | Pichari                    | Pichari                    | 26521                      | 7 de agosto de 1995        |
| 080911                     | Inkawasi                   | Amaybamba                  | 30265                      | 18 de noviembre de 2014    |
| 080912                     | Villa Virgen               | Villa Virgen               | 30279                      | 2 de diciembre de 2014     |
| 080913                     | Villa Kintiarina           | Villa Kintiarina           | 30349                      | 14 de octubre de 2015      |
| 080914                     | Megantoni                  | Comunidad Camisea          | 30481                      | 5 de julio de 2016         |
| 080915                     | Kumpirushiato              | Kepashiato                 | 31142                      | 18 de marzo de 2021        |
| 080916                     | Cielopunco                 | Chirumpiari                | 31162                      | 6 de abril de 2021         |
| 080917                     | Manitea                    | Tawantinsuyo               | 31163                      | 7 de abril de 2021         |
| 080918                     | Unión Asháninca            | Mantaro                    | 31197                      | 18 de mayo de 2021         |

## Población
Según el censo de 2017, la provincia tiene una población de 147 148 habitantes, con 77 615 hombres y 69 533 mujeres. El índice de masculinidad de 112, parece indicar que el ámbito es receptor de migrantes. Sin embargo, en el periodo intercensal 2007 - 2017, la población provincial decreció en 19 685 habitantes, pues aquel año se censaron 166 833 personas.

## Capital
La capital de esta provincia es la ciudad de Quillabamba, fundada el 25 de julio de 1857.

## Educación

### Instituciones educativas
La siguiente tabla muestra la matrícula registrada en 2023, según datos oficiales del Ministerio de Educación del Perú https://escale.minedu.gob.pe/
| Nivel y modalidad         | Privada | Pública de gestión directa | Pública de gestión privada | Total |
| Básica Alternativa- III   | 758     | 976                        |                            | 1734  |
| Básica I - II             | 16      | 67                         |                            | 83    |
| Básica Especial           |         | 51                         |                            | 51    |
| Básica Especial-Inicial   |         | 28                         |                            | 28    |
| Básica Especial-Primaria  |         | 89                         |                            | 89    |
| Inicial - Cuna-jardín     | 10      |                            |                            | 10    |
| Inicial - Jardín          | 837     | 7922                       | 362                        | 9121  |
| Inicial - No escolarizada |         | 1267                       |                            | 1267  |
| Superior Pedagógica       | 761     | 556                        |                            | 1317  |
| Superior Tecnológica      | 3161    | 332                        |                            | 3493  |
| Primaria                  | 2311    | 20490                      | 1379                       | 24180 |
| Secundaria                | 1203    | 14063                      | 1384                       | 16650 |
| Técnico Productiva        | 687     | 195                        | 17                         | 899   |
| Total                     | 9744    | 46036                      | 3142                       | 58922 |

La educación básica alternativa III se ofrece a adultos que con concluyeron la educación básica. El niel III corresponde a los tres últimos grados de la secundaria; el nivel II a los últimos de la primara y los primeros de la secundaria; el nivel I a la alfabetización y los primeros grados de la primaria.
El servicio de cuna jardín atiende de los cero a los cinco años. El de jardín, niños de 3 a 5 años en modalidad escolarizada. La modalidad no escolarizada, particularmente en zonas rurales, tiene también un horario escolarizado; pero está atendida por una persona no profesional adiestrada en las labores de cuidado y apoyo a los niños. 
La gestión privada corresponde a las escuelas y colegios en los que el demandante del servicio paga una cuota, generalmente mensual. La gestión pública directa la asume directamente el aparato estatal mediante su unidad de gestión territorial, en este caso, la UGEL (Unidad de Gestión Educativa Local) de la provincia. La educación pública de gestión privada no cobra servicios ni aranceles educativos; pero está administrada por personas ajenas al estado mediante convenios. Es el caso de la educación parroquial y de organismos no gubernamentales, mayoritariamente de la Iglesia Católica. En este grupo resaltan las escuelas rurales de las comunidades nativas de la selva adscritas a las RESSOP (Redes Educativas de la Selva Sur Oriental del Perú) que operan bajo el paraguas de un convenio entre el Ministerio de Educación y el Vicariato Apostólico de Puerto Maldonado. 
De acuerdo con lo anterior, las cuatro quintas partes de la oferta educativa de la provincia están cubiertas por el Estado, y la quinta parte restante hace uso de la gestión privada 
La educación técnico-productiva capacita en oficios; mientras que la educación superior tecnológica califica al estudiante también en básicos de gestión empresarial; la primera no exige requisitos académicos, salvo la lectoescritura; la segunda es educación que continúa a la básica.

### Universidades
- Universidad Nacional Intercultural de Quillabamba
- Universidad Andina del Cusco

### Regionales
- Consejeros regionales
  - 2019-2022[2]

  1. Jheidi Hancco Mahuantiari (El Frente Amplio por Justicia, Vida y Libertad)
  2. María Regina Becerra Huanaco (Restauración Nacional)

### Municipales
- 2019-2022[2]
  - Alcalde: Hernán de la Torre Dueñas, de Fuerza Inka Amazónica.
  - Regidores:

  1. Carlos Dargent Holgado (Fuerza Inka Amazónica)
  2. Alexis Armando Pro Gil (Fuerza Inka Amazónica)
  3. Prisca Núñez Palomino (Fuerza Inka Amazónica)
  4. Víctor Grimaldo Santa Cruz Álvarez (Fuerza Inka Amazónica)
  5. Calandra Sammy Olivera Martínez (Fuerza Inka Amazónica)
  6. Andrés Solórzano Quispe (Fuerza Inka Amazónica)
  7. Jairo Pérez Ruiz (Fuerza Inka Amazónica)
  8. Enrique Rozas Pozo (Restauración Nacional)
  9. Pedro Orlandi Cornejo Sánchez (Restauración Nacional)
  10. Jorge Vivanco Palanta (El Frente Amplio por Justicia, Vida y Libertad)
  11. José Jesús Quico Villacorta (Autogobierno Ayllu)

### Policiales
- Jefe de la División Policial de La Convención: Coronel PNP Eulogio Abelardo Farfán Salas

## Festividades
- Cruz Velacuy
- Señor de Torrechayoc